# پاکی (بازیکن فوتبال)
پاکی (اسپانیایی: Paqui‎؛ زادهٔ ۶ دسامبر ۱۹۷۰) بازیکن سابق فوتبال اهل اسپانیا است.
از باشگاه‌هایی که در آن بازی کرده‌است می‌توان به باشگاه فوتبال لاس پالماس، باشگاه فوتبال تنریف، باشگاه فوتبال اوساسونا، باشگاه فوتبال رئال ساراگوسا، باشگاه فوتبال بارسلونا بی و باشگاه فوتبال هرکولس اشاره کرد.